# Maximilian Lorenz

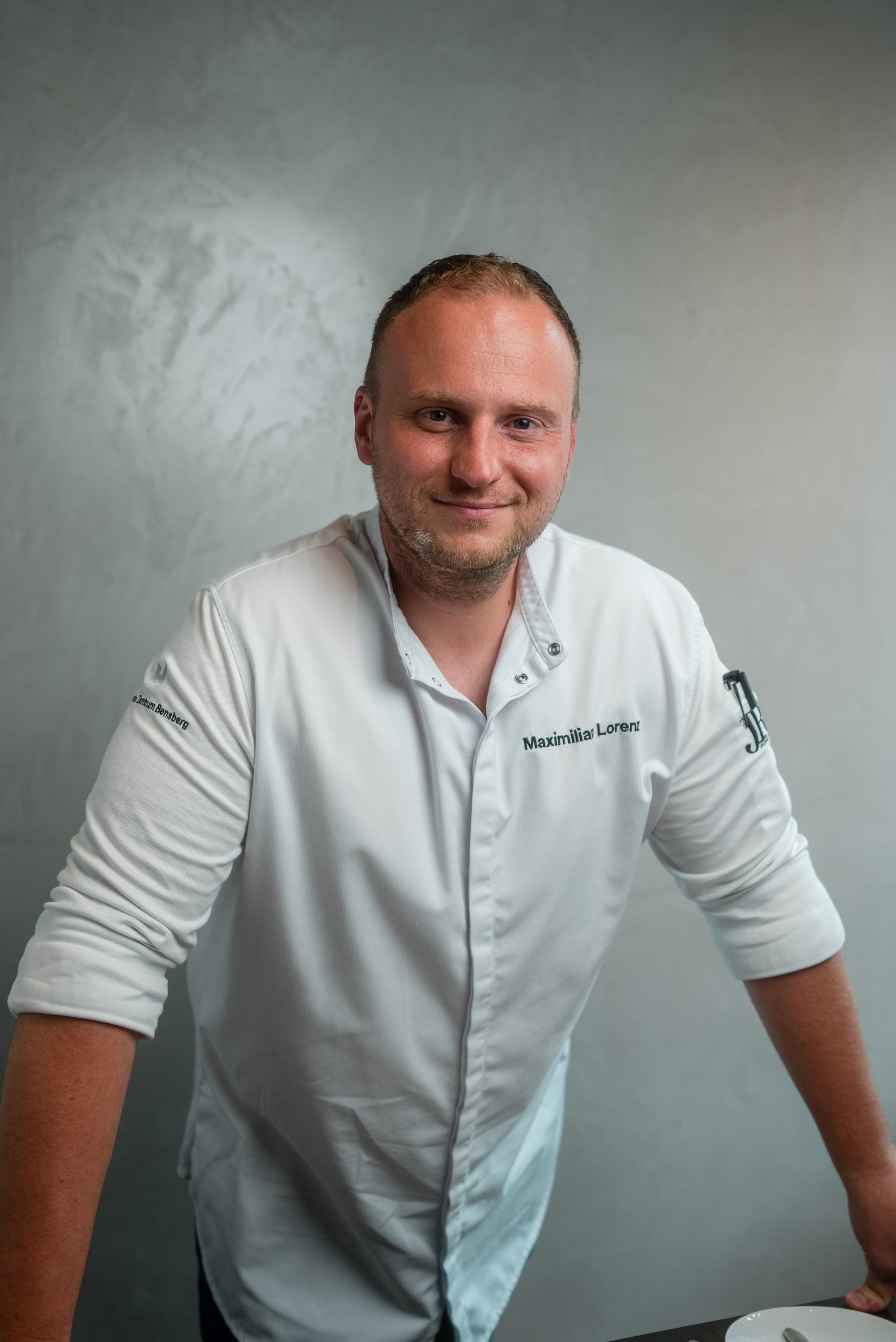
Maximilian Lorenz

Maximilian Lorenz (* 8. Februar 1991 in Bergisch Gladbach) ist ein deutscher Koch.

## Leben
Seine Ausbildung zum Koch absolvierte Lorenz im Restaurant Zur Post bei Christopher Wilbrand in Odenthal, wo er als Souschef arbeitete. 
2012 wurde er Inhaber und Küchenchef im L’escalier in Köln. Im gleichen Jahr wurde er von Gusto zum Newcomer des Jahres ausgezeichnet. Das L’escalier bekam 2016 einen ersten Michelinstern und 16 Punkte im Gault-Millau. Lorenz wurde bei den Jeunes Restaurateurs aufgenommen.
2018 eröffnete Maximilian Lorenz im ehemaligen Wein am Rhein in Köln sein Restaurant maximilian lorenz und das Weinlokal heinzhermann. Kurz danach wurden Maximilian Lorenz und Enrico Hirschfeld vom Gault Millau mit 17 Punkten als Aufsteiger des Jahres in NRW ausgezeichnet, im Februar 2019 folgte ein Michelinstern für das Restaurant.
Weitere Projekte von Maximilian Lorenz sind das 2015 eröffnete pig bull BBQ, inzwischen Straßenküche,  und der Take-away-Imbiss Smax, beide in Köln. 2017 übernahm er das Gasthaus Alter Lindenhof in Bergisch Gladbach.

## Mitgliedschaften
- Mitglied bei den Jeunes Restaurateurs

## Auszeichnungen
- 2012: Newcomer des Jahres von Gusto[1]
- 2018: 17 Punkte im Gault Millau
- 2016: Ein Stern im Guide Michelin

## Publikationen
- Maximilian Lorenz: Maximilian Lorenz im L’escalier: Ein Jahr – vier Jahreszeiten – vier Menüs – 285 Rezepte, Christian Verlag GmbH, München 2016, ISBN 978-3-86244-999-6